# 저 하늘에도 슬픔이 (1984년 영화)
"저 하늘에도 슬픔이"는 1984년에 개봉한 대한민국의 영화이다.

## 캐스팅
- 이만성 : 이윤복 역
- 강민경 : 순나 역
- 김수용 : 윤식 역
- 곽나현 : 태순 역
- 서인석 : 김동식 선생님 역
- 김인문 : 아버지 역
- 정희
- 주희정
- 오명옥
- 김운생
- 김을동
- 이종만 : 교장 선생님 역
- 이기영
- 황철희
- 이해룡
- 최종원
- 장인한
- 이미나
- 김희정
- 우봉식
- 최성일
- 최준홍
- 유경애
- 전승일
- 김우철
- 박재호
- 길달호